# Americká katedrála v Paříži
Americká katedrála v Paříži (francouzsky Cathédrale américaine de Paris, anglicky American Cathedral in Paris), též Katedrála Nejsvětější Trojice (Cathédrale de la Sainte-Trinité, Cathedral of the Holy Trinity) je anglikánský katedrální kostel v Paříži z konce 19. století, který se nachází na Avenue George-V v 8. obvodu. Slouží jako katedrála pro Shromáždění amerických církví v Evropě Episkopální církve Spojených států amerických. Od roku 1997 je chráněná jako historická památka.

## Historie
Stavba katedrály byla zahájena v roce 1881 v novogotickém slohu podle plánů anglického architekta George Edmunda Streeta a byla otevřena v roce 1886. V katedrále je 42 vitráží, které zhotovil sklář James Bell v letech 1883-1893 na téma Te Deum.
V letech 1904–1906 byla stavba doplněna věžičkou, kterou navrhl Arthur Edmund Street, syn původního architekta. V roce 1911 byl přistavěn presbytář a v roce 1923 přibyl pomník americkým vojákům, kteří zemřeli během první světové války.
Budova i zvonice byly 27. srpna 1997 zapsány mezi historické památky.